# 지미 장루이
지미 장루이(프랑스어: Jimmy Jean-Louis, 1968년 8월 8일 ~ )는 아이티 출신의 배우이다.

## 출연 작품
- 텅 빈 상자 (2016)
- 조이 (2015)
- 닥터 벨로 (2013)
- 싱킹 샌드 (2011)
- 리브스 오브 더 세인츠 (2011)
- 소울 시스터스 (2010)
- 펜트하우스 (2010)
- 아이 싱 오브 어 웰 (2009)
- 몰록 트로피컬 (2009)
- 다이어리 오브 어 타이어드 블랙 맨 (2009)
- 로디드 (2008)
- 어드벤처 오브 파워 (2008)
- 히어로즈 (2006)
- 팻 걸즈 (2006)
- 에이지 오브 칼리 (2005)
- 게임 오브 데어 라이브스 (2005)
- 퍼펙트 웨딩 (2005)
- 걸스 라이프 (2003)
- 호미사이드 (2003)
- 태양의 눈물 (2003)
- 디레일드 (2002)